# 長男の嫁
『長男の嫁』（ちょうなんのよめ）は、1994年4月14日から7月7日までTBS系「木曜ドラマ」枠で放送された日本のテレビドラマ。主演は浅野ゆう子。
翌1995年10月12日から12月21日まで、続編である『長男の嫁2〜実家天国』（ちょうなんのよめツー〜じっかてんごく）が同枠にて放送された。放送回数は『長男の嫁』が全13話、『長男の嫁2〜実家天国』が全11話。放送時間はともに木曜日22時から22時54分。

## 長男の嫁

### キャスト
中村美里
演 - 浅野ゆう子
健一郎の妻。幼稚園の先生。明るく面倒見のいい性格の女性だが、結婚後も仕事を辞めない事を節子からは快く思われていない。
中村節子
演 - 野際陽子
健一郎・裕二郎・光三郎の母。古風な考えの女性で、結婚後も仕事を辞めない美里を快く思ってないが、とても明るい性格で誰よりも家族の事を考えている。節子との同居で美里は節子の絆を深めていく。
中村健一郎
演 - 石田純一
中村家の長男。銀行員。
中村襟華
演 - 鈴木杏樹
裕二郎の妻。お嬢様育ちで家事は一切ダメだが、良家の令嬢な為、節子からは可愛がられている。
中村裕二郎
演 - 段田安則
中村家の次男。大学の歯科医。源一郎を避けている部分がある。
小ノ木珠子
演 - 坂井真紀
光三郎の恋人。マイナー劇団の女優。非常に明るい性格だが、少女時代は家庭に恵まれず、中学卒業時に家出し劇団に入った。（第7回にて家族と再会し和解）
中村光三郎
演 - 山口達也（当時TOKIO）
中村家の三男。劇団員。
中村昭一郎
演 - 山本耕一（第1回のみの出演）
西脇秀子
演 - 松本留美
襟華の母。節子とは犬猿の仲である。
和泉茂雄
演 - 金田明夫
ワゴンレストランの店主。
大沢プロデューサー
演 - 佐野史郎（第7回のみの出演）
裕二郎の友人。
北島園長
演 - 野村昭子
美里が勤務する幼稚園の園長先生。
中村源一郎
演 - 下條正巳
中村家当主。昭一郎の父・健一郎らの祖父。
高瀬
演 - 深水三章
健一郎が勤務する銀行の支店長。
その他
演 - 佐々木勝彦、桑野信義、辰巳琢郎、佐藤B作、彦摩呂、須永慶

### スタッフ
- 脚本 - 大石静
- 演出 - 生野慈朗、伊佐野英樹、福澤克雄
- プロデュース - 貴島誠一郎
- 音楽 - 中村正人『長男の嫁 オリジナル ドラマ・トラックス』
- 主題歌 - DREAMS COME TRUE「WHEREVER YOU ARE」
- プロデュース補 - 植田博樹、山田亜樹
- 製作著作 - TBS[1]

### 放送日程
| 各話            | 放送日        | サブタイトル       | 演出       | 視聴率 |
| --------------- | ------------- | ------------------ | ---------- | ------ |
| 第1話           | 1994年4月14日 | 同居話             | 生野慈朗   | 21.7%  |
| 第2話           | 4月21日       | 姑の家事放棄宣言   | 生野慈朗   | 23.6%  |
| 第3話           | 4月28日       | ストレス           | 伊佐野英樹 | 17.5%  |
| 第4話           | 5月05日       | 姑の家出           | 伊佐野英樹 | 21.1%  |
| 第5話           | 5月12日       | SM戦争             | 生野慈朗   | 18.4%  |
| 第6話           | 5月19日       | おもらし           | 福澤克雄   | 20.3%  |
| 第7話           | 5月26日       | お墓同居           | 福澤克雄   |        |
| 第8話           | 6月02日       | 世界で一番悲しい日 | 生野慈朗   |        |
| 第9話           | 6月09日       | 襟華離婚           | 伊佐野英樹 |        |
| 第10話          | 6月16日       | さよならお爺ちゃん | 福澤克雄   |        |
| 第11話          | 6月23日       | 珠子の出産拒否宣言 | 伊佐野英樹 |        |
| 第12話          | 6月30日       | 妊娠三姉妹大ゲンカ | 生野慈朗   | 21.4%  |
| 最終話          | 7月07日       | さよなら健ちゃん   | 生野慈朗   | 25.8%  |
| 平均視聴率20.5% |               |                    |            |        |

## 長男の嫁2〜実家天国
前作と共通のキャストも多いが、前作との関連は無い。

### キャスト
源美里
演 - 浅野ゆう子
主人公。かつては銀行で秘書をしていたが……。
源健一
演 - 石田純一
美里の夫。元銀行員。とんかつ屋「かつ源」の長男。
渡辺佑介
演 - 佐野史郎
美里の兄。玩具メーカーに勤務。
渡辺襟華
演 - 鈴木杏樹
佑介の妻。
赤木光太
演 - 山口達也（TOKIO）
襟華の弟。アメリカから帰国し、「かつ源」を手伝う。
渡辺かおり
演 - 中谷美紀
美里の妹。大学3年生で、現在就活中。
源芳江
演 - 深浦加奈子
洋二の妻。「かつ源」の従業員。美里と同い年。
源洋二
演 - 渡辺いっけい（第1話）
健一の弟。「かつ源」の後継者だったが、くも膜下出血で急死する。
北原幸子
演 - 矢田亜希子
勝子の親戚の娘。高校を中退し、「かつ源」を手伝う。
源洋平
演 - 小林俊平
洋二と芳江の一人息子。保育園児。
ラッキー赤木
演 - 峰岸徹（第10話）
襟華と光大の父。アメリカ出身。
渡辺雅子
演 - 野際陽子
美里、佑介、かおりの母。専業主婦。
源勝子
演 - 冨士眞奈美
健一と洋二の母。「かつ源」の女将。
源為雄
演 - 下條正巳
健一と洋二の父。「かつ源」の店主。
渡辺鉄男
演 - 佐藤慶
美里、佑介、かおりの父。銀行の取締役。
その他
演 - 須永慶、ラサール石井、佐々木勝彦、伊藤俊人

### スタッフ
- 脚本：大石静
- 演出：井下靖央、福澤克雄、北川雅一
- プロデューサー：貴島誠一郎、橋本孝
- 音楽：中村正人
- 主題歌：DREAMS COME TRUE「ROMANCE」
- 製作著作：TBS[1]

### 放送日程
| 各話            | 放送日         | サブタイトル     |
| --------------- | -------------- | ---------------- |
| 第1話           | 1995年10月12日 | 急死             |
| 第2話           | 10月19日       | 離婚             |
| 第3話           | 10月26日       | 両者悪口決戦開始 |
| 第4話           | 11月02日       | イビリ           |
| 第5話           | 11月09日       | 実家の父の大逆襲 |
| 第6話           | 11月16日       | 両家同居は大迷惑 |
| 第7話           | 11月23日       | 超氷河期の女たち |
| 第8話           | 11月30日       | 出来ない嫁の逆襲 |
| 第9話           | 12月07日       | さよなら重役夫人 |
| 第10話          | 12月14日       | 親孝行と親不孝   |
| 最終話          | 12月21日       | 子供のいない人生 |
| 平均視聴率15.5% |                |                  |

## 受賞歴
- 第1作（1994年）
  - 第1回ザテレビジョンドラマアカデミー賞[4][5]
    - 助演女優賞（鈴木杏樹）
    - キャスティング賞